# Antonio Remón Zarco del Valle y Huet
Antonio Remón Zarco del Valle y Huet   (l'Havana, 30 de maig de 1785 - Madrid, 20 d'abril de 1866) va ser un militar, enginyer i escriptor espanyol.

## Biografia
Va exercir durant set dies al març de 1820 la cartera de ministre de la Guerra de forma interina. Posteriorment fou Ministre de Marina d'octubre de 1833 a gener de 1834 amb Francisco Cea Bermúdez i de Guerra fins a novembre de 1834 amb Francisco Martínez de la Rosa. Va ser senador per la província de Màlaga de 1838 a 1841, i després senador vitalici de 1845 a 1846. En 1822 va ser president de la Diputació de Catalunya. Membre fundador de la Reial Acadèmia de Ciències Exactes, Físiques i Naturals en 1847, va ser el seu primer president en 1848; acadèmic de la Reial Acadèmia de Belles Arts de San Fernando, així com soci de l'Ateneu de Madrid. Entre els títols que va obtenir es trobava el de Cavaller del Toisó d'Or.